# Josef Predeick
Josef Predeick (* 4. Mai 1926 in Oelde; † 26. Mai 1993 ebenda) war ein deutscher Kommunalpolitiker (CDU) und ehrenamtlicher Landrat des Kreises Warendorf.

## Leben und Beruf
Nach dem Schulbesuch absolvierte er ab 1940 eine Ausbildung bei der Allgemeinen Ortskrankenkasse. 1953 legte er die Erste und 1957 die Zweite Verwaltungsprüfung ab. Er war bis 1990 in verschiedenen Positionen bei der AOK tätig.

## Abgeordneter
Dem Kreistag des Kreises Warendorf gehörte er von 1975 bis 1993 an. Ab 1964 war er Mitglied des Rates der Stadt Oelde.

## Öffentliche Ämter
Vom 22. Mai 1975 bis zu seinem Tode 1993 war er Landrat des Kreises Warendorf.
Predeick war in verschiedenen Gremien des Landkreistages Nordrhein-Westfalen tätig.

## Sonstiges
Am 23. April 1988 wurde ihm das Verdienstabzeichen des Deutschen Jagdverbandes in Bronze verliehen. In Oelde wurde die Landrat-Predeick-Allee nach ihm benannt.